# The Rhythm of the Saints
The Rhythm of the Saints är Paul Simons åttonde soloalbum, utgivet i oktober 1990. Albumet är producerat av Paul Simon.
Efter succén med det föregående albumet Graceland, där Simon samarbetade med sydafrikanska musiker, vände han sig nu till Sydamerika. På albumet medverkar bland annat den brasilianska gruppen Olodum och delar av det spelades in i Brasilien. Trummorna på "The Obvious Child" är till exempel inspelade utomhus på en gata, med mikrofonerna hängande i lyktstolpar.
Albumet nådde Billboardlistans 4:e plats. 
På den Englandslistan nådde det 1:a plats. Nominerades för en Amerikansk grammy i kategorin årets album.

## Låtlista
Samtliga låtar skrivna av Paul Simon, om annat inte anges.
1. "The Obvious Child" - 4:10
2. "Can't Run But" - 3:37
3. "The Coast" (Vincent Nguini/Paul Simon) - 5:00
4. "Proof" - 4:38
5. "Further to Fly" - 5:32
6. "She Moves On" - 5:02
7. "Born at the Right Time" - 3:48
8. "The Cool, Cool River" - 4:33
9. "Spirit Voices" (Milton Nascimento/Paul Simon) - 3:54
10. "The Rhythm of the Saints" - 4:20
11. "Born at the Right Time" (akustisk demo)
12. "Thelma" (outtake)
13. "The Coast" (Vincent Nguini/Paul Simon) (work-in-progess)
14. "Spirit Voices" (Milton Nascimento/Paul Simon) (work-in-progess)

11-14 är bonusspår på den remastrade CD-utgåvan från juli 2004

## Singlar
- "The Obvious Child" (US #92, UK #15)
- "Proof"
- "Born at the Right Time"